# Liban (góry)

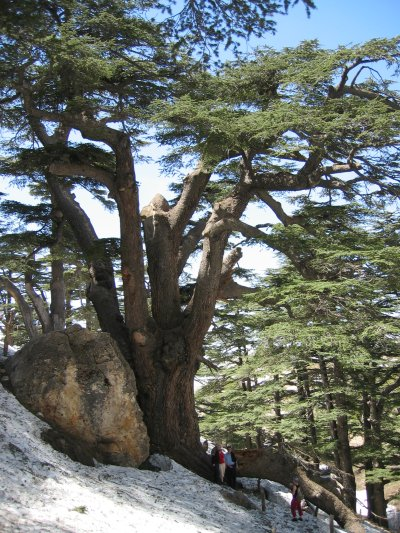
Cedry w Górach Libanu

Liban (arab. جبل لبنان = Dżabal Lubnan) – pasmo górskie w Libanie, rozciągające się południkowo wzdłuż wschodniego wybrzeża Morza Śródziemnego, oddzielone od niego wąskim pasem nizinnym. Od wschodu ograniczone rowem tektonicznym doliny Bekaa, oddzielającym go od gór Antylibanu. Długość ok. 160 km. Góry zbudowane z piaskowców i skał wapiennych (licznie występujące formy krasu powierzchniowego i podziemnego); porozcinane poprzecznie głębokimi dolinami rzek. Najwyższy szczyt Kurnat as-Sauda (3083 m n.p.m.).
W starożytności obszar znany z rosnących tutaj lasów cedrowych (cedr libański Cedrus libani). Ich drewna używali m.in. Egipcjanie, Fenicjanie do budowy okrętów, Rzymianie; wykorzystano go również przy budowie świątyni jerozolimskiej za czasów Salomona. Wielowiekowa gospodarka ludzka doprowadziła do prawie całkowitego wylesienia gór Liban i znacznego nasilenia procesów erozji. Obecnie stoki zajęte głównie przez zarośla makii, rzadziej przez lasy dębowe i sosnowe; szczątkowo zachowane fragmenty lasów cedrowych (objęte rezerwatami przyrody); najniższe partie użytkowane rolniczo – uprawa owoców cytrusowych. Klimat kontynentalny górski, w okresie zimowym duże opady śniegu; rozwinięte narciarstwo zjazdowe.
Nazwa gór, wywodząca się z aramejskiego (laban – biały, ze względu na ośnieżone szczyty), dała początek nazwie państwa Liban.